# رقص الشياطين بسبب كروبس كريستي

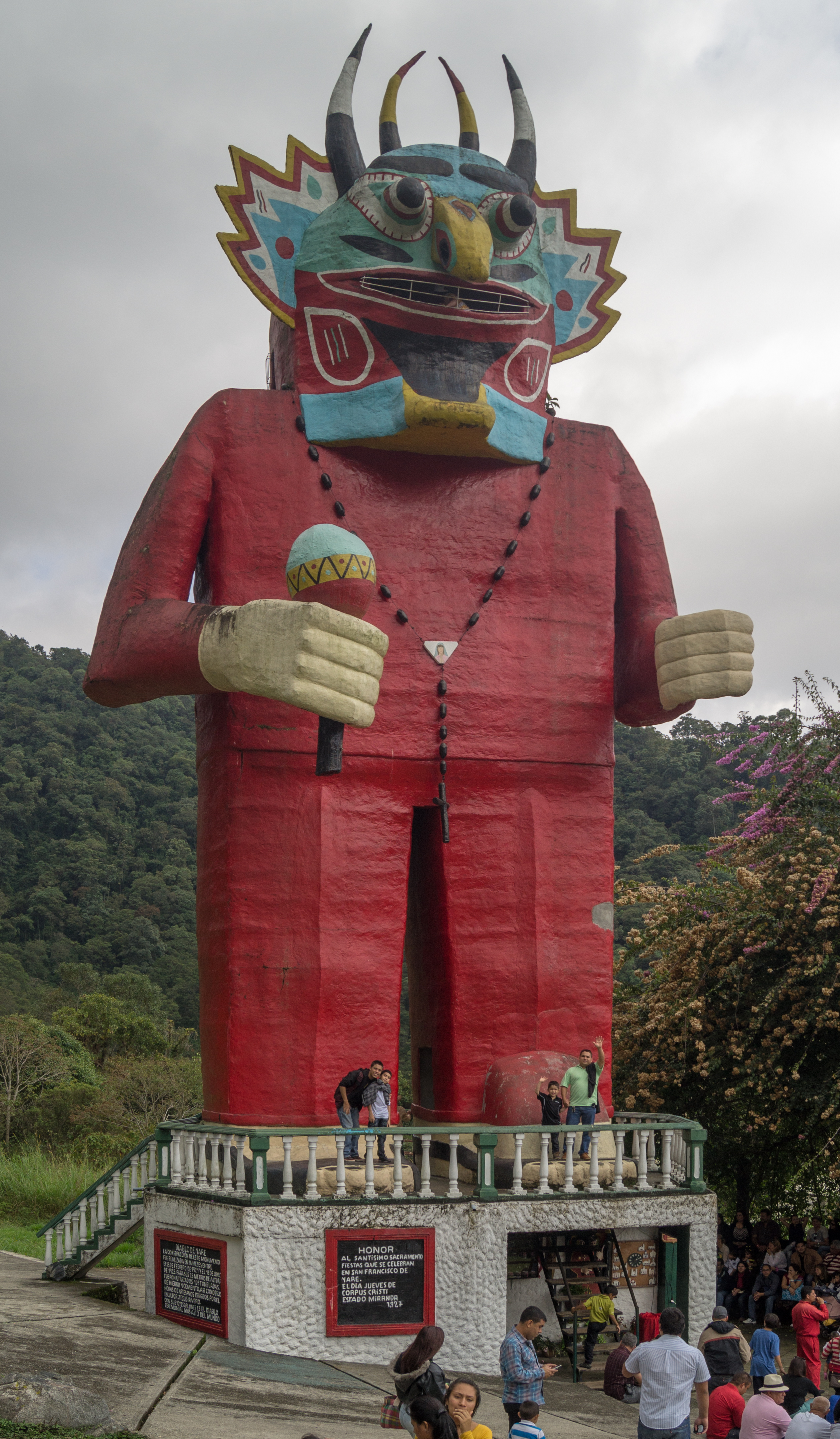
نُصُب بارتفاع 25 متر لأحدى المراسم التي عُقدت في فينزويلا، وقد شيدت 1924في -25.

رقص الشياطين بسبب كروبس كريستي هو مصطلح يشير إلى مجموعة من المهرجانات الدينية الشعبية في دولة فينزويلا، والتي عُقدت على كربوس كريستي، احتفالا بوجود المسيح في الإفخارستيا، والمصطلح يشير عموما إلى ممارسات 11 أخوة من مختلف المناطق والتي تضم أكثر من خمسة آلاف شخص.
يبدأ المهرجان بعد 60 يوما من عيد الفصح. ويشارك ممثلون عن الكنائس المجاورة في مسيرة اليوم الرئيسية في اليوم حيث يحملوا تماثيل حماتهم القديسين في موكب يتوجه إلى الكاتدرائية الرئيسية في المدينة. ومن المعتاد إعداد 12طبقا تقليديا عشية المسيرة، بما فيها كاي تشيريوتشو (خنزير غينيا) وخبز الذرة والبيرة وتشيتشا (مشروب الذرة المخمرة). وقد أُخذت الصورة من مجموعة مكتبة كولومبوس التذكارية التابعة لمنظمة الدول الأمريكية (م.د.أ)، التي تضم 45,000 صورة توضيحية لمظاهر الحياة والثقافة في الأمريكتين. وقد التقط الكثير من الصور الفوتوغرافية مصورون بارزون قاموا ببعثات إلى الدول الأعضاء لحساب منظمة الدول الأمريكية. وقد أُنشئت هذه المنظمة في نيسان 1948من قبل 21 دولة في النصف الغربي من الكرة الأرضية، واعتمدت ميثاقا جددت فيه التزامها بتحقيق الأهداف المشتركة لدولها واحترام سيادة كل منها. ومنذ ذلك الحين، اتسعت المنظمة لتشمل دول منطقة البحر الكاريبي الناطقة بالإنجليزية، فضلا عن كندا. والمنظمة السلف لمنظمة الدول الأمريكية هي اتحاد البلدان الأمريكية الذي تأسس في عام 1910، الذي نجم بدوره عن الاتحاد الدولي للجمهوريات الأمريكية، الذي أنشئ في المؤتمر الدولي الأول للدول الأمريكية في 1989-90، وفيما يلي بعض صور مظاهر الاحتفال.

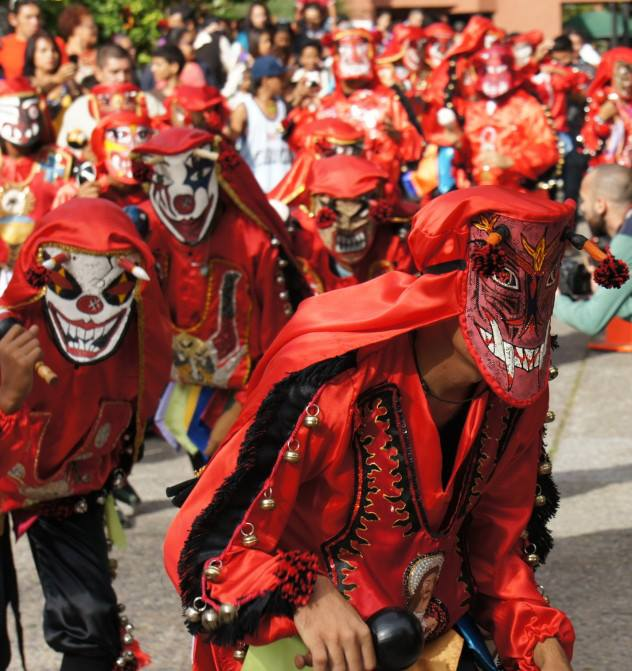
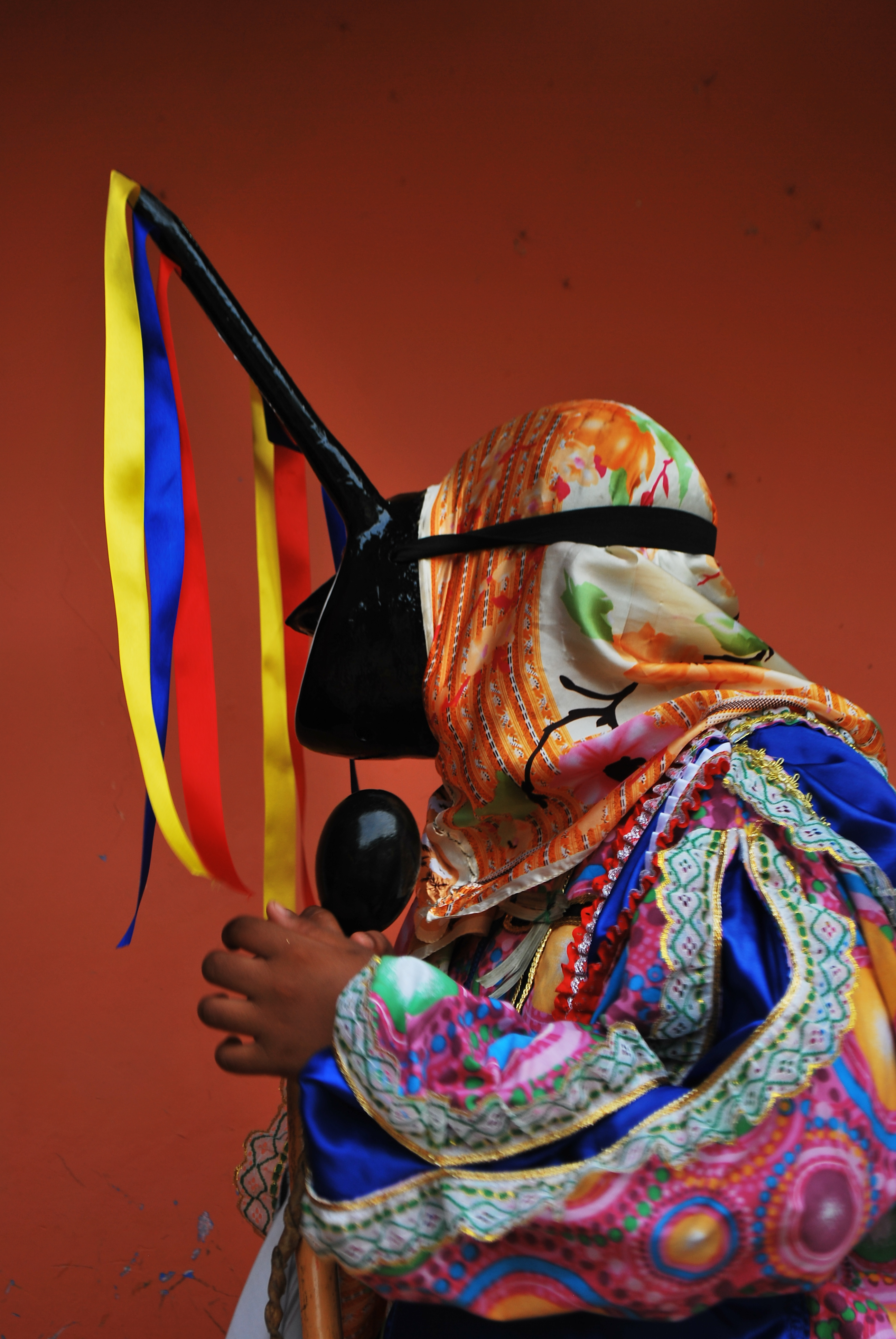
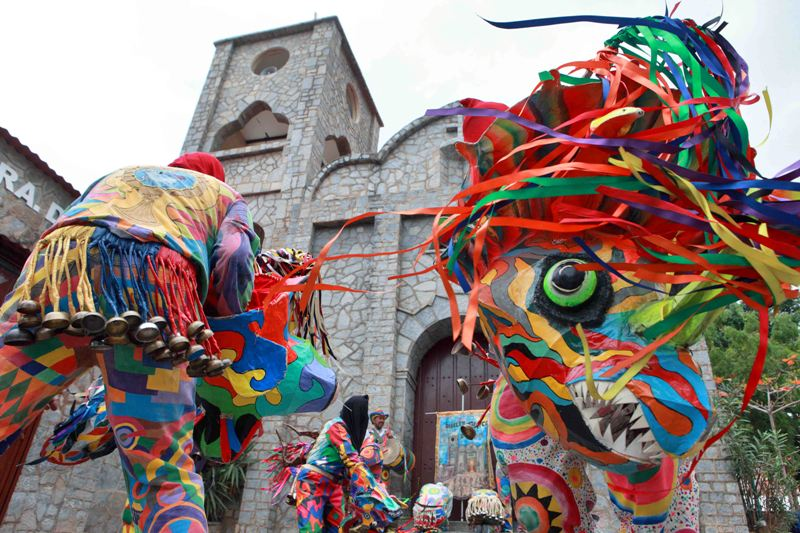

## تاريخ
نشأت جماعة الأخوة في منتصف القرن السابع عشر في مزارع ولاية أراجوا وفارجاس، وفي وقت مبكر من عام 1749، تم الاحتفال كوربوس كريستي والرجال والنساء والأطفال حيث كانوا يرتدون أزياء للشياطين للوفاء الوعود التي قطعت على القدوس المبارك، وقد نسبت عدة أصول مختلفة إلى رقصة الشياطين حيث أن هناك قصة عن سان فرانسيسكو دي يار قبل 400 سنة حيث قال كاهن ليس لديه وسيلة لعقد موكب كوربوس كريستي: «إذا لم يكن هناك مال ولا مؤمنون لحمل الرسول المبارك في الموكب، فالشياطين تأتي!»
وفيما يتعلق بقصص أخرى عن أخوة يير، هناك بعض المراجع في رواية بيونيا من قبل الكاتب مانويل فيسنتي روميرو غارسيا، ووصف بطريقة واضحة وتوضيحية كيف كان الراقصون شياو كوا في سبعينيات القرن التاسع عشر.

## الإخوة
هناك 11 مجموعة تعترف بها النقابات والمجتمعات أو الجمعيات التي تشكل تسلسل هرمي للرقص سنويا والوعود لعبادة الرسول المبارك. وجميعها منظمات مستقلة أنشئت في مجتمعاتها المحلية. وفي العصور المعاصرة، نظمت الجماعات جمعيات لا تستهدف الربح يمكنها الوصول إلى التمويل العام والخاص لتحسين استراتيجياتها التنظيمية والوصول إلى جمهور أوسع.
- رقص، الشياطين، بـ يير
- رقص، الشياطين بـ أوكومار، دي، لا، كوستا
- رقص، الشياطين بـ كاتا
- رقص، الشياطين بـ كواياغوا
- رقص، الشياطين بـ توريامو
- رقص، الشياطين بـ تشواو
- رقص، الشياطين بـ باتانيمو
- رقص، الشياطين بـ سان، رافائيل، دي، أوريتوكو
- رقص، الشياطين بـ تيناكيلو
- رقص، الشياطين بـ سان، ميلان
- رقص، الشياطين بـ نيغواتا